# Делта Нила
Делта реке Нил (староегипатски Та-Мехет, арап. دلتا النيل) представља ушће реке Нил у Средоземно море у Египту. Она припада историјској регији Доњи Египат, северно од Каира. 
Дужина Нила од извора у Језеру Викторија до ушћа је 5.588 . Ако се дужина мери од извора најдаље притоке у Бурундију, она износи 6.671 .
Делта Нила је најпознатија речна делта на свету. Она је дала име овом географском појму, јер је својим тругаоним обликом слична грчком слову делта (Δ).

## Опис
Око 25 километара северно од Каира почиње делта Нила. Делта покрива површину од 24.000 . Простире се од Александрије до Порт Саида, што представља 240 километара медитеранске обале. Дужина делте у правцу север-југ је 160 километара. Данас постоје још само два рукавца; западни рукавац Розета и источни Дамијета. Рукавци су добили име по градовима на њиховом ушћу: Розета и Дамијета. У овој најплоднијој регији северне Африке живи 76 милиона становника. Највећи град у делти Нила је Александрија са 4 милиона становника. Други велики градови су: Шубра ел Кејма, Порт Саид, Ел Махала ел Кубра, Мансура и Танта. Од изградње Асуанске бране Нил више не носи речне наносе па се у делти Нила данас користе велике количине вештачких ђубрива. 
У доба антике овде су постојали знаменити градови: Канопус, Бобитина, Пелузион, Саис, Себенитос, Мендес и Танис. 